# オタゴ・スタジアム
フォーサイス・バー・スタジアム（英: Forsyth Barr Stadium）は、ニュージーランド・ダニーデンにある多目的スタジアム。ニュージーランドの大手投資会社であるフォーサイス・バーが命名権を取得した。ネーミングライツを用いない際の呼称は、オタゴ・スタジアム（英: Otago Stadium）。

## 概要
透明な屋根に覆われており、温室に似た外観が特徴で「グラスハウス」とも呼ばれる。スーパーラグビーに参加するハイランダーズの本拠地でもあり、2023 FIFA女子ワールドカップの試合が行われる予定。

## ギャラリー

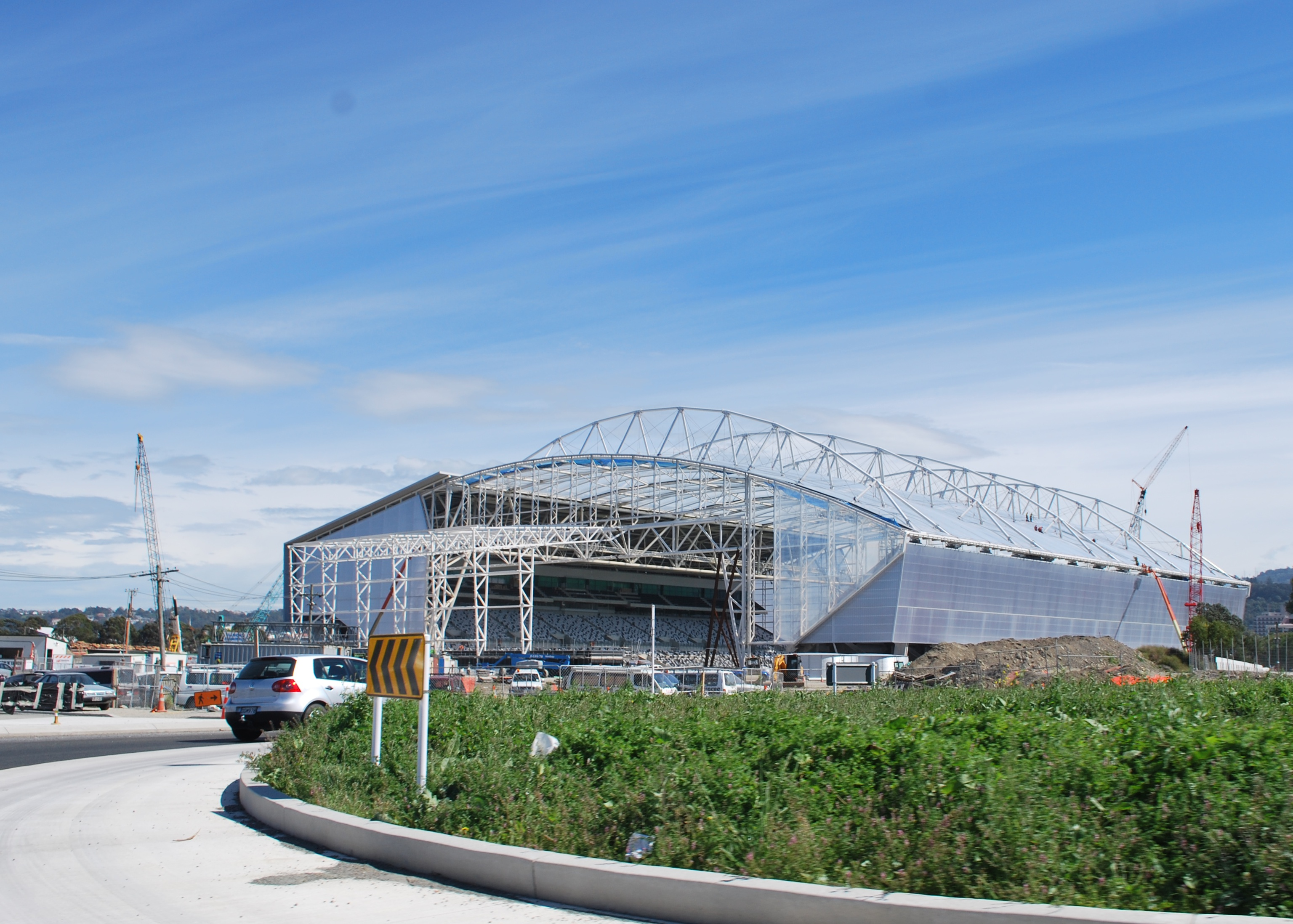
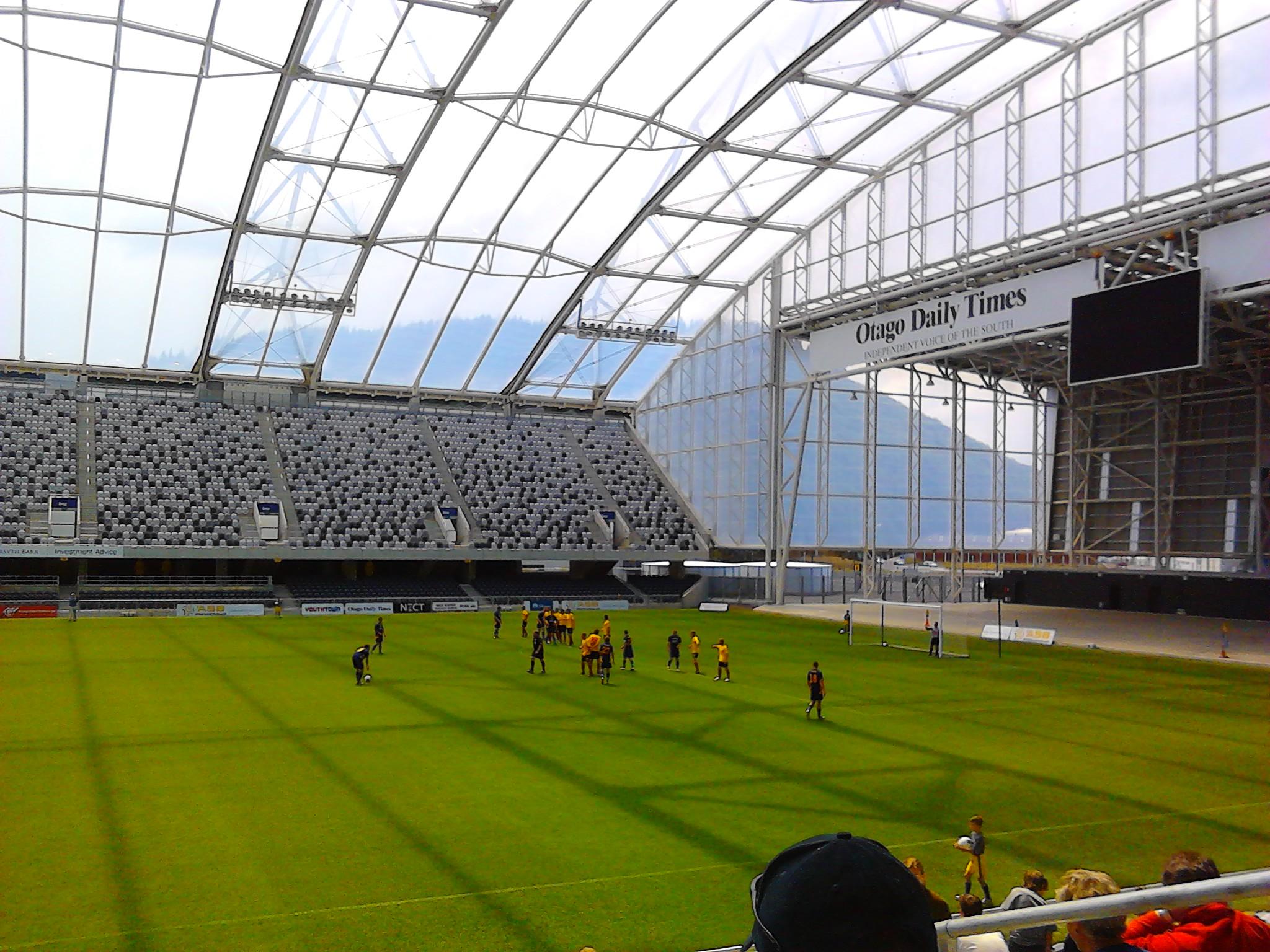